# Rombicosidodecaedro girato
In geometria solida, il rombicosidodecaedro girato è un poliedro con 62 facce che può essere costruito, come intuibile dal suo nome, ruotando di 36° una delle cupole pentagonali che possono essere individuate sulla superficie di un rombicosidodecaedro.
| Un rombicosidodecaedro | Un rombicosidodecaedro girato |

## Caratteristiche
Il rombicosidodecaedro girato è uno dei 92 solidi di Johnson, in particolare quello indicato come J72, ossia un poliedro strettamente convesso avente come facce dei poligoni regolari ma comunque non appartenente alla famiglia dei poliedri uniformi, ed è l'ottavo di una serie di diciannove solidi archimedei modificati tutti facenti parte dei solidi di Johnson.
Per quanto riguarda i 60 vertici di questo poliedro, su ognuno di essi incidono una faccia pentagonale, due quadrate e una triangolare.

## Formule
Considerando un rombicosidodecaedro girato avente come facce dei poligoni regolari aventi lato di lunghezza {\displaystyle a}, le formule per il calcolo del volume {\displaystyle V} e della superficie {\displaystyle A} risultano essere:
{\displaystyle V={\frac {a^{3}}{3}}\left(60+29{\sqrt {5}}\right)\approx 41,6153238\ldots a^{3};}
{\displaystyle A=\left(30+5{\sqrt {3}}+3{\sqrt {25+10{\sqrt {5}}}}\right)a^{2}\approx 59,3059828\ldots a^{2}.}

## Poliedri correlati
Ruotando di 36° anche un'altra delle cupole pentagonali individuabili sulla superficie del rombicosidodecaedro girato, in particolare quella opposta a quella già ruotata, si ottiene il rombicosidodecaedro parabigirato, se invece ad essere ruotata è una cupola pentagonale non opposta ma nemmeno adiacente a quella già ruotata, si ottiene il rombicosidodecaedro metabigirato, infine, ruotando tre cupole pentagonali non adiacenti si ottiene il rombicosidodecaedro trigirato; tutti e tre i poliedri così ottenuti fanno a loro volta parte dei solidi di Johnson.